# الکسی پارشچیکوف
الکسی پارشچیکوف (روسی: Алексе́й Макси́мович Па́рщиков؛ ۲۴ مهٔ ۱۹۵۴ – ۳ آوریل ۲۰۰۹) نویسنده، و شاعر اهل اتحاد جماهیر شوروی سوسیالیستی بود.